# Академия наук Албании
Академия наук Албании (алб. Akademia e Shkencave e Shqiperise) — главное научное учреждение Албании. В состав академии входит 28 действительных членов, 11 членов-корреспондентов, и 26 почётных членов. Академия состоит из двух отделений:
- Отделение социальных наук и албанистики;
- Отделение естественных и технических наук.

В состав академии также входят следующие подразделения:
- отдел технологического и инновационного развития;
- отдел внешних и общественных связей;
- библиотека[4];
- издательский отдел.

Библиотека академии наук Албании — крупнейшая научная библиотека страны. Основанная в 1975 году с фондом в 10 000 томов, к 1986 году она располагала собранием в 8,12 млн томов.